# Entreprendre
 (mai 2015).
Entreprendre est un magazine mensuel économique français fondé en 1984 par Robert Lafont. Il appartient au groupe de presse Entreprendre-Lafont presse, groupe de presse indépendant de la presse magazine.

## Contenu
Le premier numéro est un magazine de 48 pages en noir et blanc, imprimé sur du papier journal avec Bernard Tapie en couverture. Le magazine s’adresse aux dirigeants de PME et entrepreneurs. Il propose des rubriques sur l'économie, des dossiers régionaux, un cahier pratique du cadre dirigeant, et des interviews[réf. nécessaire].
Robert Lafont a été condamné le 17 février 2022 par la XVe chambre correctionnelle du tribunal judiciaire de Nanterre pour "contrefaçon par diffusion ou représentation d'œuvre de l'esprit au mépris des droits de l'auteur" commis du 2 décembre 2012 au 30 juin 2016 à 10 000 € d'amende. Sa société Entreprendre écope 50 000 € d'amende pour le même motif. Le tribunal a ordonné la publication du dispositif du jugement dans deux magazines : "Entreprendre" et "Science magazine" ainsi que la diffusion sur la page Internet sur le site Entreprendre pour une durée d'un mois.